# Загрли ме чврсто
Загрли ме чврсто (шп. Abrázame muy fuerte) мексичка је теленовела, продукцијске куће Телевиса, снимана током 2000. и 2001.
У Србији је приказивана 2002. на телевизији Пинк.

## Синопсис
Кристина Алварес Ривас је лепа девојка која са строгим и ауторитативним оцем Северијаном и племенитом мајком Консуело живи на породичном имању. Када се заљуби у радника Дијега, предаје му се у потпуности да би му доказала своју љубав, иако је свесна да њен отац никада неће прихватити ту везу. Мада није намеравала да призна да воли сиромашног младића, служавка Ракела то открива Дон Северијану, па он у налету беса спаљује Дијегову колибу. У тренутку када жели да удари кћерку, она му признаје да је трудна, па Северијано наређује Ракели да отпутује са Кристином на удаљено место, где она треба да се породи. Након порођаја, њих две се враћају на имање, а Северијано плаћа Ракели да Кристинину ћерку Марију дел Кармен пријави као своју кћерку и одведе је далеко. Са друге стране, Кристини говори да је Ракела отела девојчицу.
Истовремено, на имање долази бескрупулозни Федерико Риверо, који тражи Кристинину руку. Иако девојка не жели ни да чује за удају, злобник доводи Ракелу и Марију дел Кармен на хацијенду и говори јој да ће, уколико не пристане да се уда за њега, њих две поново отићи, овог пута заувек. Немајући куд Кристина пристаје да постане госпођа Риверо, само да би била близу своје кћерке, којој ће пред очима јавности бити кума, никада мајка.
Недуго потом, Федерико сазнаје да Дијего и даље тражи Кристину, те да планира да побегне са њом и девојчицом. Желећи да спречи бег, Федерико га убија. Иако сломљена због смрти вољеног човека, Кристина преузима контролу над хацијендом — избацује Ракелу на улицу и тражи развод од Федерика. Међутим, он изазива аутомобилску несрећу у којој Кристина губи вид, те је он слободан да управља њеним богатством, одбијајући да јој да развод.
Године пролазе и Марија дел Кармен израста у прелепу девојку — с једне стране ужива љубав и приврженост „куме“ Кристине, док са друге стране трпи малтретирање „мајке“ Ракеле, која је у међувремену постала Федерикова љубавница и саучесница у свим његовим злоделима. Ипак, она није једина жена са којом он има авантуру — ту је и млада, али прорачуната Дебора, опседнута његовим нећаком Карлос Мануелом, који се враћа у Мексико након завршених студија медицине у иностранству. Проблем настаје када се у њега заљуби и Марија дел Кармен, која ће тако изазвати не само Деборин гнев, већ и љубомору Хосе Марије, радника на имању, који је одмалена био заљубљен у њу.

## Улоге
| Глумац:             | Улога:             |
| ------------------- | ------------------ |
| Арасели Арамбула    | Марија дел Кармен  |
| Фернандо Колунга    | Карлос Мануел      |
| Викторија Руфо      | Кристина           |
| Сесар Евора         | Федерико           |
| Најлеа Норвинд      | Дебора             |
| Алисија Родригез    | Консуело           |
| Пабло Монтеро       | Хосе Марија        |
| Арналдо Андре       | Доктор Анхел       |
| Хоакин Кордеро      | Северијано         |
| Росита Кинтана      | Едувихес           |
| Лилија Арагон       | Ефигенија          |
| Рене Муњоз          | Рехино             |
| Росана Сан Хуан     | Ракела             |
| Рене Касадос        | Франсиско Фернандо |
| Тоњо Маури          | Отац Мојсес        |
| Серхио Рејносо      | Командант Ернан    |
| Елена Рохо          | Дамјана Хулијана   |
| Тина Ромеро         | Хаcинта            |
| Аурора Клавел       | Висента            |
| Мигел Корсега       | Отац Игнасио       |
| Марио Касиљас       | Марселино          |
| Едуардо Норијега    | Панчо              |
| Дасија Гонзалез     | Канделарија        |
| Тоњо Инфанте        | Еулохио            |
| Игнасио Гвадалупе   | Бенито             |
| Алисија Монтоја     | Гумерсинда         |
| Дасија Аркараз      | Хема               |
| Хорхе де Силва      | Абел Абелито       |
| Пако Ибањез         | Хуанчо             |
| Мануел Капетиљо     | МигСалвадор        |
| Едуардо де ла Пења  | Касимиро           |
| Естер Риналди       | Нијевес            |
| Едуардо Родригез    | Максимо Макс       |
| Фабијан Лаваље      | Доктор Фабијан     |
| Освалдо Риос        | Дијего             |
| Раул Буењо          | Данди              |
| Емилија Гују        | Флора              |
| Умберто Елизондо    | Бернал             |
| Лиза Виљерт         | Клементина         |
| Рикардо Чавез       | Мотор              |
| Едуардо Куерво      | Хорхе              |
| Кармен Салинас      | Селија             |
| Ернесто Алонсо      | Отац Боско         |
| Карлос Амадор       | Николас            |
| Емели Фариде        | Пакита             |
| Алберто Инзуја      | Порфирио           |
| Оскар Еухенио       | Чикилин            |
| Луис Фернандо Торес | Доминго            |
| Роке Казанова       | Доктор Силва       |
| Хосе Антонио Ферал  | Фајо               |
| Мануел Равиел       | Силверио           |
| Педро Ромо          | Аполинар           |
| Габријел Роустанд   | Ченте              |